# Agetocera abdominalis
Agetocera abdominalis es un coleóptero de la familia Chrysomelidae. Fue descrita en 1992 por Jiang.